# Pomona (ciruela)
Pomona es una variedad cultivar de ciruelo (Prunus hortulana), encontrada como ejemplar silvestre por E. D. Cowles", Vermillion (Dakota del Sur) antes de 1904. 'Pomona' tiene fruto de tamaño mediano a grande, redondeado ovado o casi ovalado, ligeramente comprimido, mitades desiguales; epidermis tiene una piel  gruesa, resistente, ligeramente astringente, adherente, de color en tonos rojo claro u oscuro, cubierto de una fina pruina, puntos numerosos, rojizos, visibles, tienen una pulpa de color amarillo dorado oscuro bajo la piel linea de infusionado de color rojo, jugosa, gruesa, fibrosa, fundente, dulce junto a la piel pero más bien ácida hacia el centro, con un sabor fuerte y peculiar, aromática; de regular a buena. Tolera las zonas de rusticidad según el departamento USDA, de nivel 5 a 9.

## Historia
'Pomona' proviene de una ciruela fortuita encontrada encontrada por E. D. Cowles", Vermillion (Dakota del Sur). Por las pruebas realizadas en la "South Dakota State College", se supone un cruce de 'Forest Garden' como "Parental Madre" x polen de 'Miner' como "Parental Padre". 
La ciruela 'Pomona' ha sido descrita por :1. S. Dak. Sta. Bul. 93:31. 1904.

## Características
'Pomona' hace un árbol de tamaño mediano a grande, a menudo muy vigoroso, extendido, con porte rastrero, con tendencia a la copa plana, perfectamente resistente, de productividad variable, algo susceptible al hongo de los agujeros de bala; tronco pequeño en proporción al tamaño del árbol, peludo; ramas más bien ásperas, en zigzag y propensas a partirse, espinosas, de color marrón ceniza oscuro, con numerosas y pequeñas lenticelas; ramillas gruesas, largas, esbeltas; hojas plegadas hacia arriba, alargadas ovaladas u obovadas, parecidas a un melocotón; época de floración tardía y larga; flores que aparecen con las hojas; blancas, con un olor fuerte y desagradable; nacen en racimos densos pero dispersos en brotes laterales y espolones, en grupos de tres o cuatro la variedad parece resistente dondequiera que se cultive el melocotonero y prospera en los mismos tipos de suelos: arenas, gravas y margas ligeras. El árbol es susceptible a enfermedades, y a menos que se riegue adecuadamente, puede tener una vida corta.
'Pomona' tiene una talla de fruto mediano a grande, redondeado ovado o casi ovalado, ligeramente comprimido, mitades desiguales; cavidad poco profunda, ancha, ensanchada; sutura en línea; ápice redondeado o algo puntiagudo; epidermis gruesa, resistente, ligeramente astringente, adherente, de color en tonos rojo claro u oscuro, cubierto de una fina pruina, puntos numerosos, rojizos, visibles; pedúnculo delgado, glabro, que se desprende del fruto en la madurez;pulpa de color amarillo dorado oscuro bajo la piel linea de infusionado de color rojo, jugosa, gruesa, fibrosa, fundente, dulce junto a la piel pero más bien ácida hacia el centro, con un sabor fuerte y peculiar, aromática; de regular a buena.
Hueso está semi adherido, grande, alargado.
Su tiempo de recogida de cosecha es variable en temporada, que suele ser tardía y corta a finales de agosto.

## Usos
Las ciruelas 'Pomona' es buena como producto comestible en fresco, y además tienen aplicaciones en postres de cocina como tartas, pasteles, y mermeladas.
La variedad también se recomienda a los cultivadores de ciruelos para posibles cruces con otras variedades en los que se quieran mejorar ciertas características, y a quienes lo deseen como planta ornamental o como curiosidad.